# (243096) Klauswerner
(243096) Klauswerner est un astéroïde de la ceinture principale.

## Description
(243096) Klauswerner est un astéroïde de la ceinture principale. Il fut découvert le 12 septembre 2007 à Wildberg par Rolf Apitzsch. Il présente une orbite caractérisée par un demi-grand axe de 2,97 UA, une excentricité de 0,07 et une inclinaison de 10,1° par rapport à l'écliptique.

## Compléments